# 豊田市女子高生殺害事件
豊田市女子高生殺害事件（とよたしじょしこうせいさつがいじけん）は、2008年（平成20年）5月2日に愛知県豊田市生駒町切戸地内で女子高校生が殺害された強盗殺人事件。愛知県警察による正式な呼称は豊田市生駒町地内における女子高校生強盗殺人事件。
事件から14年が経過した2022年（令和4年）5月時点で被疑者は検挙されておらず未解決。2008年12月より警察庁捜査特別報奨金対象事件となっている。

## 事件発生
5月2日
- 18時半頃 - 刈谷市の愛知教育大学附属高等学校1年、団体職員の長女（当時15歳）は夕方までサッカー部マネージャーとして部活動をしていた[1]。
- 18時45分頃 - 長女は校門付近で友人と別れて、自転車に乗り一人で帰宅した[1]。
- 19時半 - 帰宅時間を過ぎても帰らないため家族が携帯電話に何度も電話したが応答はなく、周辺を探しまわったが見つからなかった[1]。
- 深夜0時頃 - 両親は警察へ捜索願を出した。

5月3日
- 未明 - 警察は携帯電話会社へ位置検索を依頼した。携帯電話会社は微弱電波を利用して場所を絞り込んだ。当初携帯の呼び出し音は鳴っていたが、途中から不通となった[2]。両親や署員、知人らは夜通し長女の行方を捜した[1]。
- 午前5時半ごろ - 位置情報をもとに捜索していた家族の知人が自宅から1kmほど離れた豊田市生駒町切戸地内の農道で長女の遺体を発見し、通報した[7]。

## 現場の状況
被害者の制服は泥で汚れ激しく争った跡があり下着は持ち去られていた。仰向けの遺体の首には黒いビニールテープ（工事で使われる伸縮性のあるテープで幅3.8センチメートル）が七重（右巻き）に巻かれていた。口には白いタオルを押し込まれ、目と鼻を殴られた痕跡があった。現場には倒れた自転車、脱げた靴と携帯電話が落ちていたが、携帯電話は泥水が浸水したためか壊れていた。また、通学用カバンが無くなっていた。足跡は被害者以外は一種類しか発見されなかった。
遺体発見から約30分後の6時ごろ、このカバンは現場から15キロ離れた岡崎市稲熊町地内の小呂川の土手で散歩中の主婦により発見された。中には教科書・腕時計・電子辞書などが入っていたが、青のジャージが失われていた。カバンの外側は泥で汚れていたという。
事件前、現場周辺では女子高校生がバイクに乗った男に押し倒されるなどの事件が多発しており、4月23日には被害者と同じ学校に通う女子高校生が不審な男に自転車ごと突き倒される事件が発生した。また、被害者が通っていた高校周辺では不審者が相次いで目撃され、被害者もブログに「なんかこわいんだけど／お母さんおそいよお」「気持ち悪い／部活どうしよ」と投稿している。その他、2007年4月から豊田市の他にも三好町、東郷町で同種の事件が9件発生していた。

## 司法解剖
司法解剖の結果、死因は窒息死と判明した。犯行時刻は午後7時から午後9時ごろとみられる。口をふさがれて殴られ、鼻血が泡状になって気道をふさいだため窒息した可能性があるとされた。被害者は乱暴された形跡はなかった。犯人の体液も検出されていない。

## 事件後
- 愛知県警察捜査一課は豊田警察署に特別捜査本部を設置[4]。民家がなく、日没後は人通りが少ないことから土地勘のある人物の犯行と見て捜査を始めた[14]。
- 特別捜査本部には事件のあった5月に357件の情報が寄せられた。
- 6月3日、警察は持ち去られたジャージと同種のものの写真を公表した。その月の情報は164件が寄せられた。
- 8月4日、特別捜査本部は現場付近の交差点で、情報提供を呼び掛けるビラを配布した。
- 情報提供は9月には18件、10月には11件と減少していった。
- 12月10日、警察庁の公的懸賞金制度を適用して有力情報には300万円（上限）の捜査特別報奨金が支払われることとなった。
- 2009年5月1日、豊田署特別捜査本部は事件現場とカバン発見現場付近でチラシを配り、情報提供を呼び掛けた。また現場から犯人のものとみられるDNAの一部が検出されていたこと、犯人のものとみられる手袋痕が制服のブレザーのほか、着衣から複数発見されたことが判明した。
- 事件発生から1年間で700件以上の情報が特別捜査本部に寄せられたが、現在でも未だ被疑者の割り出しには至っていない。
- 事件後、この場所に石碑が建てられたが、2018年、石碑を含めた周辺一体にヤマト運輸中部ゲートウェイセンターが建てられた。当初、石碑の場所は敷地内に含まれる事になった為、ヤマト運輸は石碑を撤去すると発表していたが、後に撤回し、現在は石碑を避ける様に中部ゲートウェイセンターが建てられている。